# 8. Gardearmee (Russische Streitkräfte)
Die 8. Gardearmee (kurz: 8. GA / Truppenteil №: 61877) war Bestandteil der sowjetischen und russischen Landstreitkräfte. Sie unterstand der Gruppe der Sowjetischen Streitkräfte in Deutschland bzw. Westgruppe der Truppen (GSSD/WGT) und wurde bis Oktober 1992 nach Russland abgezogen und dann aufgelöst. Das Hauptquartier der Armee befand sich in Nohra. Der Großverband wurde seit seiner Aufstellung im Zweiten Weltkrieg mehrmals umbenannt. Die Bezeichnung zum Zeitpunkt der Auflösung lautete 8. Gardearmee (russisch 8-ja gwardeiskaja ordena Lenina armija)
Der Großverband trug seit seiner Aufstellung folgende Bezeichnungen:
- 62. Armee 1942 bis 1943 (10. Juli 1942, erste Formierung aus 7. Reservearmee)
- 8. Gardearmee 1943 bis 1991 (16. April 1943, Umbenennung)
- 8. Garde-Armeekorps 1992 (Umgliederung und Neuformierung)
- 8. Gardearmee 2017 Wiederaufstellung in Nowotscherkassk unter Verwendung der Traditionsbezeichnung

## Zweiter Weltkrieg
Die Erstaufstellung der 62. Armee erfolgte gemäß Direktive des Hauptquartiers des Kommandos des Obersten Befehlshabers № 170465 Roten Armee vom 9. Juli 1942, auf Basis der 7. Reservearmee mit HQ-Direktunterstellung. Zum Anfangsbestand der 62. A gehörten fünf Schützendivisionen, eine Panzerbrigade sowie mehrere Artillerie- und sonstige Truppenteile und Einheiten.
Am 16. April 1943 wurde die 62. Armee in 8. Gardearmee umbenannt und im Mai der Südwestfront unter General Malinowski zugeteilt. Zunächst aus dem 28. und 29. Garde-Schützenkorps formiert, nahm die Armee nördlich Slawjansk defensive Positionen entlang des rechten Ufers des oberen Donez ein. 
Armeegliederung am 1. Juli 1943
- 28. Garde-Schützenkorps (39., 79. und 88. Garde-Schützen-Division)
- 29. Garde-Schützenkorps (27., 74. und 82. Garde-Schützen-Division)

Es folgte der Durchbruch im Raum Isjum-Barwenkowo (Donez-Mius-Offensive, 17.–27. Juli) und die Teilnahme an der Donezbecken-Operation (13. August – 22. September 1943). Danach wurde die 8. Gardearmee verstärkt, neben dem 28. und 29. wurde auch das 4. Garde-Schützenkorps formiert. Einheiten der 53. und 20. Garde-Schützen-Division überquerten am 17. Juli den oberen Donez und griffen gemeinsam die deutsche 257. Infanterie-Division an. Die Deutschen starteten Gegenangriffe und versuchten, die sowjetischen Truppen wieder in den Fluss zurückzuwerfen. Die 8. Gardearmee führte den Hauptschlag an ihrer rechten Flanke im Abschnitt Kamenka-Sinitschino durch. In der ersten Staffel griffen zwei Schützenkorps (29. Garde- und 33.), in der zweiten Staffel – das 28. Garde-Schützenkorps an, das sich auf die rechte Flanke der Armee konzentrierte. In den ersten beiden Tagen wurde der Donez erfolgreich überschritten und die Front 20–30 km südwestlich der Ausgangsposition vorgeschoben. Innerhalb sieben Tagen konnten die Armeetruppen die Linie Krasnoarmeisk – Konstantinowka erreichen und zusammen mit Truppen der Südfront eine starke deutsche Gruppierung im Donbass umzingeln.

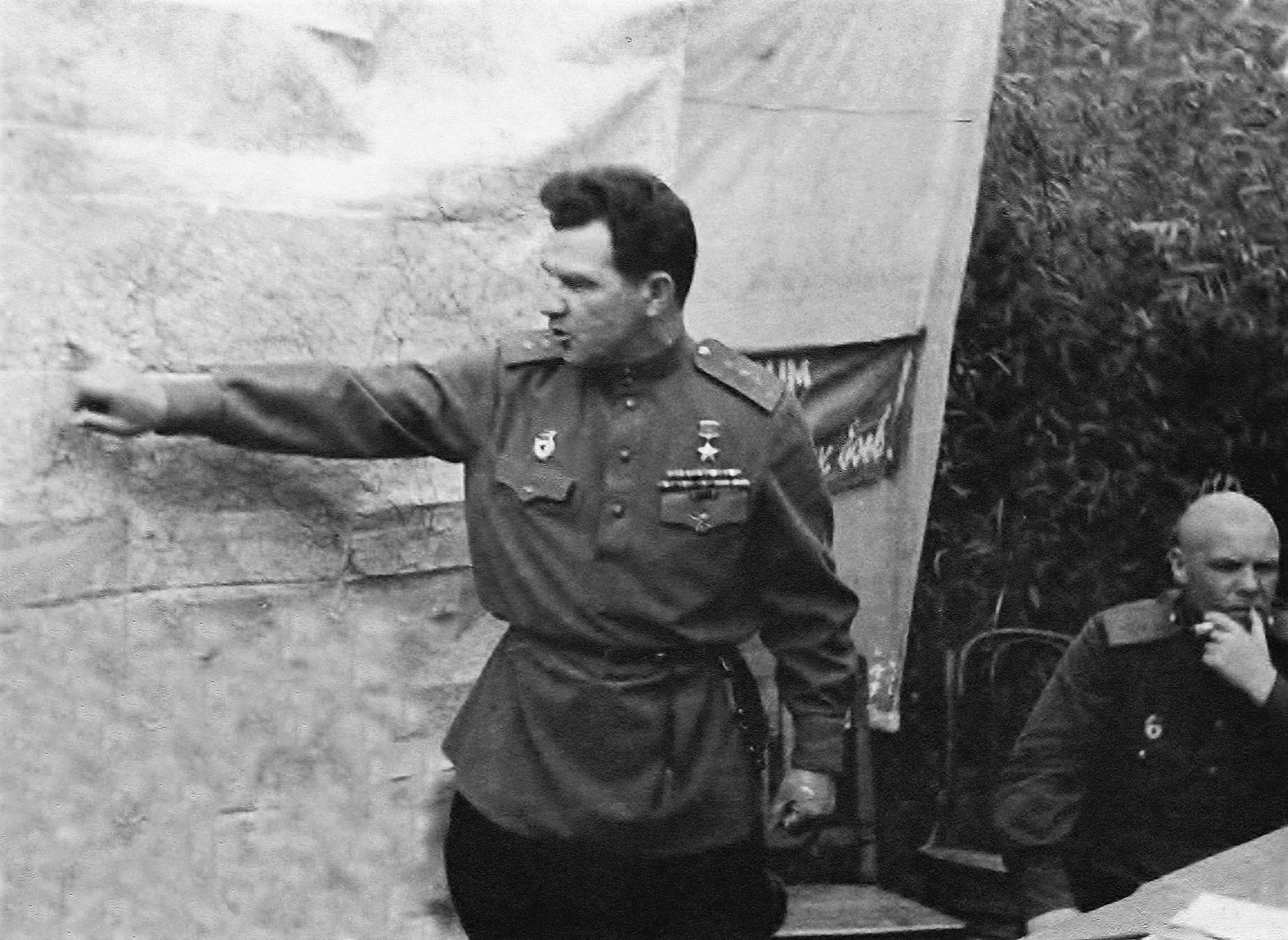
Generaloberst Tschuikow beim Kartenvortrag

Während der Schlacht um die Dnjepr-Linie gelang der Armee am 14. Oktober 1943 im Zusammenwirken mit dem 23. Panzerkorps und der 12. Armee die Befreiung von Saporoschje . Südlich von Dnjepropetrowsk wurde der Dnjepr überquert und nach dem Abzug des deutschen XXXX. Panzerkorps auf dem rechten Ufer ein Brückenkopf errichtet. Ab 20. Oktober operierte die 8. Gardearmee im Rahmen der 3. Ukrainischen Front und eröffnete ihre Offensive im November den Angriff auf Kriwoj Rog, dann folgten Stellungskämpfe nördlich des deutschen Brückenkopfes von Nikopol und die Beteiligung an der Beresnegowatoje-Snigirjower Operation (6.–18. März 1944). Am 10. April befreiten die Armeetruppen in Zusammenarbeit mit den Formationen des 5. Stoßarmee, der 6. Armee und der mechanisierten Kavalleriegruppe Plijew die Hafenstadt Odessa und erreichten danach auch die rumänische Grenze an der Dnjestr-Mündung, wo sie in den Stellungskrieg übergingen.
Bis 8. Juli 1944 trat die 8. Gardearmee in die Stavka-Reserve und wurde dann zur 1. Weißrussischen Front (Generaloberst K. K. Rokossowski) in den Raum westlich von Kowel verlegt. Von 18. Juli bis 2. August kämpften die Gardedivisionen der Armee während der Lublin-Brester Operation im Raum Ljuboml, überquerten den westlichen Bug und beteiligten sich an der Befreiung von Lublin (24. Juli). Die Truppen überquerten die Weichsel südlich von Warschau und bildeten Anfang August einen Brückenkopf bei Magnuszew. Ab 8. August begannen deutsche Gegenangriffe durch die Fallschirm-Panzer-Division 1 Hermann Göring und die 19. Panzerdivision. Zur Verstärkung der 8. Gardearmee wurde während der Schlacht um Studzianki auch die polnische 1. Armee herangezogen, deren 2. und 3. Infanteriedivision zwischen 6. und 9. August in den Brückenkopf einrückten.
Nachdem Ende Oktober auch wieder die Truppen der 5. Stoßarmee eingetroffen waren, erfolgte am 12. Januar 1945 in der Weichsel-Oder-Operation die Großoffensive der Roten Armee. Die 8. Gardearmee durchbrach die deutsche Front beiderseits der Pilica und brach dann in Richtung Tomaszów durch. Am 2. Februar gelang es bei Küstrin einen der ersten Brückenköpfe am westlichen Flussufer der Oder zu errichten. Am 22. März gelang es zusammen mit der 5. Stoßarmee diese Festung vollständig abzuschneiden.
 Armeegliederung am 16. April 1945
4. Garde-Schützenkorps, Generalleutnant Wassili Afanasjewitsch Glasunow
- 35. Garde-Schützendivision, Oberst Nikolai Petrowitsch Grigorjew
- 47. Garde-Schützendivision, Generalleutnant Wassili M. Tschugejew
- 57. Garde-Schützendivision, Generalmajor Pjotr Josifowitsch Salisjuk

28. Garde-Schützenkorps, Generalleutnant Alexander Iwanowitsch Ryschow
- 39. Garde-Schützendivision, Oberst Jefim Timofajewitsch Marschenko
- 79. Garde-Schützendivision, Generalmajor Leonid Iwanowitsch Bagin
- 88. Garde-Schützendivision, Generalmajor Boris Nikiforewitsch Pankow

29. Garde-Schützenkorps, Generalleutnant Afanasi Dmitrijewitsch Schemenkow
- 27. Garde-Schützendivision, Generalmajor Viktor S. Glebow
- 74. Garde-Schützendivision, Generalmajor Dmitri I. Bakanow
- 82. Garde-Schützendivision, Generalmajor Georgi Iwanowitsch Chetagurow

Im März 1945 wurden die Truppen im Küstriner Brückenkopf am westlichen Ufer aufgestockt, ab 16. April wurde dann auch die 1. Gardepanzerarmee nachgeschoben, zusammen mit deren Panzerkorps wurde in der Schlacht an der Oder der operative Durchbruch am 19. April erzwungen. Die Gardedivisionen hatten dann noch maßgeblichen Anteil an der Schlacht um Berlin (20. April – 2. Mai 1945). Am Ende des Zweiten Weltkriegs gehörte die 8. Garde-Armee gemäß der Richtlinie des Obersten Kommandozentrums Nr. 11095 vom 29. Mai 1945 zur Gruppe der sowjetischen Besatzungskräfte in Deutschland.

### Nachkriegsperiode

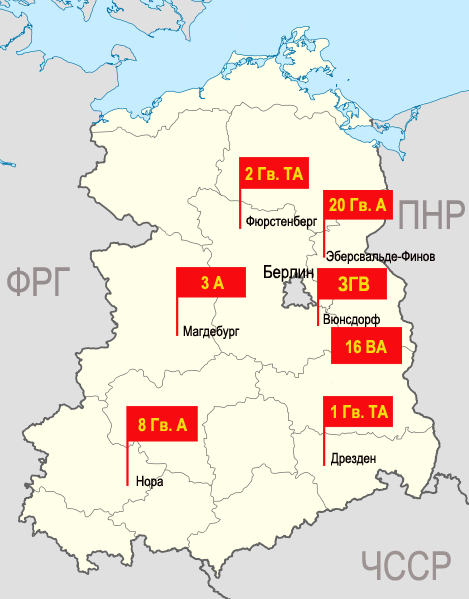
Stationierungsorte der WGT Armeen 1991

Nach Kriegsende 1945 gehörte die 8. Gardearmee zur Gruppe der Sowjetischen Streitkräfte in Deutschland und war überwiegend im Süden der DDR stationiert (Bezirke Halle, Leipzig und Erfurt). Sie bezeichnete sich auch hier noch im Beinamen als „Stalingrader Armee“. Sie wurde im Zuge des Abzugs der russischen Streitkräfte aus Deutschland im Juli 1992 aufgelöst.
Nach dem Krieg wurde die Armee der GSSD/WGT unterstellt, wobei das Hauptquartier der Armee in Nohra in der Nähe von Weimar eingerichtet wurde, das hier auch bis zum Abzug 1992 verblieb.
Die 8. Gardearmee hatte ihre Bezeichnung bis zur Umgliederung und Auflösung im Jahr 1992 behalten. Jedoch wurde aus den Einheiten, Truppenteilen und Verbänden das 8. Garde-Armeekorps (auch «Wolgograder Korps») formiert. Im Jahr 2017 wurde unter Verwendung der Bezeichnung 8. Gardearmee erneut ein Großverband aufgestellt.
Im Russisch-Ukrainischen Krieg ist die 8. Gardearmee vorrangig im Südosten der Ukraine eingesetzt (Stand: April 2022). Dem Einsatz fielen sowohl ihr Kommandant, Generalleutnant Andrej Mordwitschew (18. März, Tschornobajiwka), als auch sein Stellvertreter, Generalmajor Wladimir Frolow (Mitte April, vmtl. Donbas), zum Opfer.

## Befehlshaber der Armee
Während des Zweiten Weltkrieges
- Tschuikow, Wassili I. (April 1943 – Oktober 1943) – Generalleutnant (GenLt)
- Maslennikow, Iwan I. (Oktober 1943 – November 1943) – Garde-Generaloberst (Garde-GenOberst)
- Tschuikow, Wassili I. (November 1943 – 9. Mai 1945) – zweifacher Held der Sowjetunion und Garde-GenOberst

Stabschefs
- Generalmajor Nikolai Iwanowitsch Krylow (17. April – 14. Mai 1943)
- Generalmajor Wladimir Jakowljewitsch Wladimirow (14. Mai 1943 – 27. März 1944)
- Generalmajor Iwan Kondratjewitsch Krawtzow (27. März 1944 – 12. April 1944)
- Oberst Witali Andrejewitsch Beljawski (12. April 1944 – 2. Mai 1944)
- Generalmajor Sergei Antonowitsch Bobruk (3. Mai 1944 – 27. Mai 1944)
- Generalmajor Witali Andrejewitsch Beljawski (27. Mai 1944 – 9. Mai 1945)

1945 bis 1992
- Tschuikow, Wassili I. (bis Juli 1946) – zweifacher Held der Sowjetunion und Garde-GenOberst
- Boldin, Iwan W. (Juli 1946 – März 1951) – Garde-GenOberst
- Gorjatschew, Sergei Georgijewitsch (März 1951 – Dezember 1953) – Garde-GenOberst
- Tschistjakow, Iwan M. (Dezember 1953 – September 1954) – zweifacher Held der Sowjetunion und Garde-GenOberst
- Chetagurow, Georgi I. (September 1954 – April 1958) – Held der Sowjetunion und Garde-GenLt
- Schawrow, Iwan Jegorowitsch (April 1958 – März 1960) – GenLt
- Tolubko, Wladimir F. (März 1960 – Oktober 1963) – Held der Sowjetunion und Garde-GenLt
- Schawrow, Iwan Jegorowitsch (April 1958 – März 1960) – Garde-GenLt
- ? (März 1960 – April 1964)
- Schurupow, Alexander Georgijewitsch (Oktober 1964 – April 1968) – Garde-GenLt
- Jurpolski, Iwan Iwanowitsch (April 1968 – Dezember 1969) – Garde-GenLt
- Wiktorow, Wiktor Wiktorowitsch (Dezember 1969 – Juli 1972) – Garde-GenLt der Panzertruppen
- Matwijenko, Andrei Michailowitsch (August 1972 – Dezember 1975) – Garde-GenLt
- Wolkonski, Iwan Petrowitsch (Dezember 1975 – März 1978) – Garde-GenLt
- Betechtin, Anatoli Wladimirowitsch (März 1978 – Juni 1981) – Garde-GenLt
- Kowtunow, Alexander Wassiljewitsch (Juni 1981 – August 1983) – Garde-GenLt
- Krylow, Jewgeni Iwanowitsch (August 1983 – Juli 1985) – Garde-GenLt
- Atschalow, Wladislaw Alexejewitsch (Juli 1985 – Dezember 1987) – Garde-GenLt
- Kowen, Nikolai Adamowitsch (1987–1989) – Garde-GenLt (bei tödlichen Autounfall verstorben)
- Kowaljow, Leonid Illarionowitsch (Oktober 1989 – Dezember 1990) – Garde-GenLt
- Issajew, Wassili Iwanowitsch (Dezember 1990–1992) – Garde-GenLt
- Sossedow, Wassili Petrowitsch (1992 – Juni 1993) – Garde-GenLt

Nach 2017
- Andrei Mordwitschew (Nov. 2011 – März 2022) – GenLt[3]

## Bestand der Armee

### Im Jahr 1991 (WGT)
Die 8. Gardearmee gehörte bis zum Abzug zur Westgruppe der Truppen (1992 Abzug in den Raum Wolgograd, Umgliederung zum Armeekorps, Neuaufstellung 1993) und hatte folgenden Bestand (Divisionen unvollständig):

#### Direktunterstellte
| Bezeichnung             | Bezeichnung                                                | Bezeichnung                                                | Standort                                             | Tarnname       | Truppen-№       | Bemerkung |
| ----------------------- | ---------------------------------------------------------- | ---------------------------------------------------------- | ---------------------------------------------------- | -------------- | --------------- | --- |
| Hauptquartier der Armee | Hauptquartier der Armee                                    | Hauptquartier der Armee                                    | Nohra                                                | «Oktawa»       | 61877           | auch Stab der Armee; 1992 verlegt nach Wolgograd und umformiert                                                                                               |
|                         | 227. Selbständiges Wach- und Sicherstellungsbataillon      | 227. Selbständiges Wach- und Sicherstellungsbataillon      | Nohra                                                |                | 66017           | |
|                         | 119. Selbständiges Panzerregiment                          | 119. Selbständiges Panzerregiment                          | Bad Langensalza                                      | «Pila»         | - 55140 - 75099 | Abzug 1990 |
|                         | 336. Selbstständiges Kampf-Hubschrauberregiment            | 336. Selbstständiges Kampf-Hubschrauberregiment            | Nohra                                                | «Galja, Nagar» | 06944           | 40× Mi-24, 9× Mi-8; Abzug nach Worotynsk, Moskauer Militärbezirk                                                                                              |
|                         | 486. Selbstständiges Kampf-Hubschrauberregiment            | 486. Selbstständiges Kampf-Hubschrauberregiment            | - Flugplatz Altes Lager - Fliegerhorst Jüterbog-Damm | «Turnirnyi»    | 40816           | 45× Mi-24, 34× Mi-8, Abzug in den Oblast Kursk, Umgliederung 2001                                                                                             |
|                         | 298. Selbstständige Hubschrauberstaffel                    | 298. Selbstständige Hubschrauberstaffel                    | Haßleben Lager                                       | «Mucha, Uksus» | 13797           | 3× Mi-8, 2× Mi-6, 2× Mi-24K, 2× Mi-24 |
|                         | 11. Raketenbrigade                                         | 11. Raketenbrigade                                         | Weißenfels                                           | «Buntar»       | 57574           | - Brigade-Gefechtsstand und eine Raketenabteilung in Weißenfels (Scud-B bzw. SS-23 Spider) - zwei Raketenabteilungen in Jena-Forst (Scud-B bzw. SS-23 Spider) |
|                         | 449. Raketenbrigade                                        | 449. Raketenbrigade                                        | Arnstadt                                             | «Teiwo»        | 93861           | SS-21 Scarab (9К79 «Точка»), 10× R-145BM; verlegt nach Jasnaja (Olowjannaja 4)                                                                                |
|                         | 18. Flugabwehr-Raketenbrigade                              | 18. Flugabwehr-Raketenbrigade                              | Gotha                                                |                | 64490           | Abzug nach Priosersk |
|                         | 390. Artilleriebrigade                                     | 390. Artilleriebrigade                                     | Ohrdruf                                              | «Litan»        | 17439           | 2× 2S5, 5× PRP-3, 12× 1W18, 4× 1W19, 1× R-145BM, 2× BTR-60 |
|                         | 519. Selbständige Flugabwehr-Raketenabteilung              | 519. Selbständige Flugabwehr-Raketenabteilung              | Meiningen                                            |                | 65453           | |
|                         | 943. Selbständige Panzerabwehrabteilung                    | 943. Selbständige Panzerabwehrabteilung                    | Altenburg                                            |                | 50400           | im Sinne von Panzerjägerabteilung |
|                         | 194. Selbstständiges Funktechnisches Regiment              | 194. Selbstständiges Funktechnisches Regiment              | Weimar                                               | «Deschnik»     | 38769           | Abzug nach Alakurtti |
|                         | 46. Selbstständiges Funktechnisches Bataillon              | 46. Selbstständiges Funktechnisches Bataillon              | Nohra                                                | «Schargon»     | 35142           | 1× R-145BM |
|                         | 687. Selbstständiges EloKa-Bataillon                       | 687. Selbstständiges EloKa-Bataillon                       | Frankendorf                                          |                |                 | |
|                         | 91. Selbständiges Fernmelderegiment                        | 91. Selbständiges Fernmelderegiment                        | Weimar                                               |                | 66670           | 7× R-145BM, 1× R-156BTR, 3× P-240BT; Abzug nach Krasnodar als Teil des 67. Armeekorps im Nordkaukasischen Militärbezirk                                       |
|                         | 446. Selbständiges Richtfunk-Kabelbataillon                | 446. Selbständiges Richtfunk-Kabelbataillon                | Naumburg (Saale)                                     | «Gridlik»      | 67275           | |
|                         | 325. Selbständiges Pionierbataillon                        | 325. Selbständiges Pionierbataillon                        | Gera                                                 |                | 43505           | |
|                         | 722. Selbständiges Bugsierboot-Pionierbataillon            | 722. Selbständiges Bugsierboot-Pionierbataillon            | Halle (Saale)                                        |                | 97903           | |
|                         | 65. Selbstständiges Pontonbrücken-Regiment                 | 65. Selbstständiges Pontonbrücken-Regiment                 | Merseburg                                            |                | 17064           | nach anderer Quelle: Kochstedt bei Dessau; Abzug nach Dalneretschensk                                                                                         |
|                         | 134. Selbständiges Bataillon Chemische Aufklärung          | 134. Selbständiges Bataillon Chemische Aufklärung          | Gera                                                 |                | 17451           | |
|                         | 116. Logistikbrigade                                       | 116. Logistikbrigade                                       | Altenburg                                            |                | 25730           | |
|                         | 173. Selbständiges Reparatur- und Instandsetzungsbataillon | 173. Selbständiges Reparatur- und Instandsetzungsbataillon | Chemnitz-Markersdorf                                 |                | 41485           | |
|                         | 202. Selbständiges Reparatur- und Instandsetzungsbataillon | 202. Selbständiges Reparatur- und Instandsetzungsbataillon | Oberlungwitz                                         | «Efiroplast»   | 71238           | Abzug nach Slawjansk am Kuban |
|                         | 900. Selbständiges Luftsturm-Bataillon                     | 900. Selbständiges Luftsturm-Bataillon                     | Leipzig-Schönau                                      |                | 60370           | nach anderen Quellen: Haßleben |
|                         | 794. Selbständige Speznas-Aufklärungskompanie              | 794. Selbständige Speznas-Aufklärungskompanie              | Nohra                                                |                | 30229           | verlegt im Nov. 1990 nach Isjaslaw (Ukrainische SSR) |
|                         | Vokal- und Tanz-Ensemble                                   | Vokal- und Tanz-Ensemble                                   | Nohra                                                | «Pajalnik»     | 62930           | |

#### 27. Garde-MotSchützendivision
| Bezeichnung | Bezeichnung | Bezeichnung                                               | Standort      | Tarnname      | Truppen-№ | Bemerkung                                         |
| ----------- | --- | --------------------------------------------------------- | ------------- | ------------- | --------- | ------------------------------------------------- |
|             | 27. Garde-MotSchützendivision | 27. Garde-MotSchützendivision                             | Halle (Saale) | «Kaluga»      | 35100     |                                                   |
|             | Führung der Division | Führung der Division                                      |               |               |           | 1xPRP-3, 1xR-145BM, 1xR-156BTR, 1xMT-LB           |
|             | | 68. Garde-MotSchützenregiment                             | Halle (Saale) | «Bankog»      | 35075     |                                                   |
|             | | 243. Garde-MotSchützenregiment                            | Halle (Saale) | «Tekstowik»   | 47290     |                                                   |
|             | | 244. Garde-MotSchützenregiment                            | Schlotheim    | «Gwostika»    | 58464     |                                                   |
|             | | 28. Panzerregiment                                        | Halle (Saale) | «Biometrija»  | 58616     |                                                   |
|             | | 54. Garde-Panzer-Artillerieregiment                       | Halle (Saale) | «Olchowyi»    | 58871     |                                                   |
|             | | 286. Garde-Flugabwehr-Raketenregiment                     | Halle (Saale) | «Astrograf»   | 60835     |                                                   |
|             | | 31. Selbständiges Panzerbataillon                         | Halle (Saale) | «Akzentolg»   | 42242     | Umgliederung 1986                                 |
|             | | 480. Selbständige Panzer-Abwehr-Artillerieabteilung       | Halle (Saale) |               | 06208     | im Sinne von Panzerjägerabteilung                 |
|             | | 5. Selbständiges Aufklärungsbataillon                     | Mühlhausen    | «Pereselenez» | 60495     | 14xBMP-1, 8xBMP-1K, 11xBTR-60, 3xR-145BM, 2xMT-LB |
|             | | 35. Selbständiges Garde-Fernmeldebataillon                | Halle (Saale) | «Naftol»      | 61159     |                                                   |
|             | | 29. Selbständiges Garde-Pionierbataillon                  | Halle (Saale) | «Originalnyi» | 61119     |                                                   |
|             | | 367. Selbständiges Bataillon Chemische Abwehr             | Halle (Saale) | «Akzentolog»  | 25476     | Aufstellung 1986                                  |
|             | | 1126. Selbständiges Logistikbataillon                     | Teutschenthal | «Adaptiwyi»   | 61164     |                                                   |
|             | | 44. Selbständiges Reparatur- und Instandsetzungsbataillon |               | «Agregat»     | 24562     |                                                   |
|             | | 21. Selbständiges Sanitätsbataillon                       |               | «Gambusija»   | 60497     |                                                   |
|             | Gesamtbestand Kampfpanzer = 225; Schützenpanzer = 343 (BMP); Mannschaftstransporter gepanzert = 147 (BTR); Panzerartillerie = 108 (SAU) und Panzerabwehrkanonen = 18; Minenwerfer = 54; Mehrfachraketenwerfer = 18 (RSSO) |                                                           |               |               |           |                                                   |

#### 39. GMSD, 57. GMSD und 79. GPD
Bestand der Divisionen unvollständig.
- 39. Garde-Mot. Schützendivision (Ohrdruf) Ein Progress-30-Bus in der 39. Garde-Mot. Schützendivision in Ohrdruf

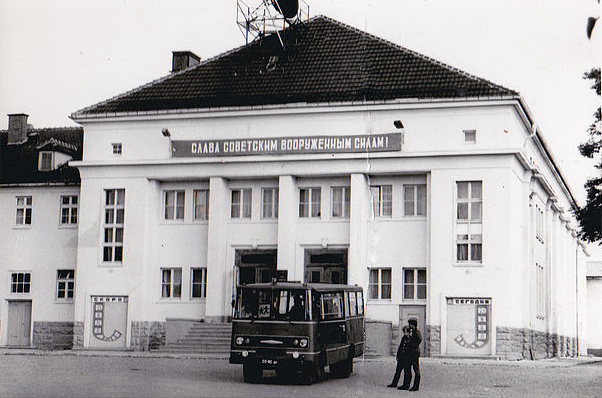
Ein Progress-30-Bus in der 39. Garde-Mot. Schützendivision in Ohrdruf

  - 117. Garde-MotSchützenregiment (Meiningen)
  - 120. Garde-MotSchützenregiment (Ohrdruf)
  - 172. Garde-MotSchützenregiment (Gotha)
  - 15. Garde-Panzerregiment (Ohrdruf)
  - 87. Garde-Panzerartillerieregiment (Gotha)

- 57. Garde-MotSchützendivision (Naumburg) Ein UAZ-469 der GSSD 1991 in Naumburg

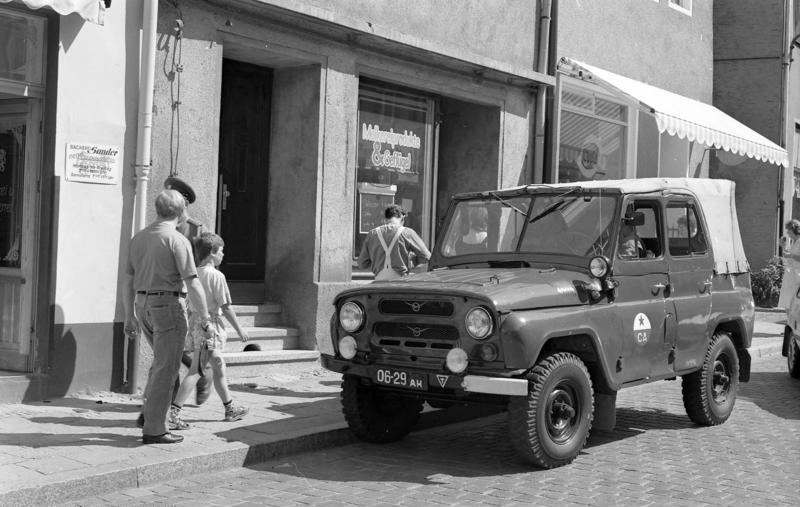
Ein UAZ-469 der GSSD 1991 in Naumburg

  - 170. Garde-MotSchützenregiment (Naumburg)
  - 174. Garde-MotSchützenregiment (Weißenfels)
  - 241. Garde-MotSchützenregiment (Leipzig)
  - 57. Garde-Panzerregiment (Zeitz)
  - 128. Garde-Panzerartillerieregiment (Zeitz)

- 79. Garde-Panzerdivision (Jena)
  - 17. Garde-Panzerregiment (Saalfeld)
  - 45. Garde-Panzerregiment (Weimar)
  - 211. Panzerregiment (Jena)
  - 247. Garde-MotSchützenregiment (Weimar)
  - 172. Garde-Panzerartillerieregiment (Rudolstadt)